# Henryk Insadowski
Henryk Insadowski (ur. 13 stycznia 1888 w Karnkowie, zm. 14 marca 1946 w Lublinie) – polski duchowny katolicki, specjalista prawa rzymskiego i kanonista, profesor i dziekan Wydziału Prawa Kanonicznego Katolickiego Uniwersytetu Lubelskiego.

## Życiorys
Ukończył studia w Wyższym Seminarium Duchownym we Włocławku i w 1916 otrzymał święcenia kapłańskie. Następnie studiował na Uniwersytecie Gregoriańskim w Rzymie, tam uzyskał stopień doktora i podjął pracę naukowo-dydaktyczną. Po powrocie do Polski studiował prawo na Uniwersytecie Warszawskim. W 1922 został zatrudniony na Katolickim Uniwersytecie Lubelskim i objął Katedrę Prawa Rzymskiego. Wykładał prawo rzymskie i prawo kanoniczne. Objął stanowisko zastępcy profesora, a potem profesora nadzwyczajnego. W latach 1937–1939 i 1945–1946 pełnił funkcję dziekana Wydziału Prawa Kanonicznego KUL. Od 1924 do 1939 był dyrektorem Biblioteki KUL. W 1936 habilitował się.
Po wybuchu II wojny światowej został w 1939 aresztowany przez Niemców i osadzony na Zamku Lubelskim. Zwolniono go w 1940. Podczas okupacji mieszkał w Lublinie. W 1944 po wyparciu z Lublina okupanta został dziekanem Wydziału Prawa Kanonicznego KUL. W styczniu 1946 zachorował na grypę i zmarł 14 marca tego roku.
Został pochowany na Cmentarzu przy ul. Lipowej w Lublinie.

## Wybrane publikacje
- Ustrój prawny Kościoła katolickiego (Lublin 1926)
- Osoba prawna. Studium prawno-kanoniczne (Lublin 1927)
- Kościelne prawo małżeńskie a chrześcijaństwo (Lublin 1935)
- Prawo rzymskie u Horacego (Lublin 1935)[3]